# Michaił Bieliszew
Michaił Aleksandrowicz Bieliszew, ros. Михаил Александрович Белишев (ur. 5 września?/18 września 1900 w Moskwie, zm. 26 sierpnia 1950 tamże) – radziecki wojskowy (generał major), oficer i propagandysta Rosyjskiej Armii Wyzwoleńczej podczas II wojny światowej

## Życiorys
W okresie międzywojennym służył w Armii Czerwonej. Przed atakiem wojsk niemieckich na ZSRR 22 czerwca 1941 r., w stopniu pułkownika pełnił funkcję zastępcy dowodzącego lotnictwem Charkowskiego Okręgu Wojskowego. Awansował na generała majora.
26 września 1942 r. jako dowódca lotnictwa 2 Armii Uderzeniowej dostał się do niewoli niemieckiej. Osadzono go w obozie jenieckim Luftwaffe nr 2 pod Łodzią. Mieszkał w specjalnej, wydzielonej części obozu. Przekazał Niemcom tajne informacje dotyczące sowieckiego lotnictwa wojskowego. Wstąpił do Rosyjskiej Armii Wyzwoleńczej (ROA). Prowadził werbunek sowieckich jeńców wojennych – lotników do kolaboracyjnych oddziałów lotniczych na służbie niemieckiej. Informował Gestapo o nastrojach panujących wśród jeńców (m.in. wydał grupę lotników, przygotowujących ucieczkę z obozu). Ponadto był zaangażowany w tworzenie materiałów propagandowych o charakterze antysowieckim, które następnie były rozrzucane za linią frontu. Po wyzwoleniu obozu przez Armię Czerwoną został aresztowany i deportowany do ZSRR. Po procesie skazano go pod koniec sierpnia 1946 r. na karę śmierci.